# Aníbal Ciocca
Aníbal Ciocca, född 23 juli 1915, död 7 november 1981, var en uruguayansk fotbollsspelare som var aktiv professionell spelare under 1930– och 1940-talet. Han spelade större delen av sin karriär för Montevideo-klubben Nacional.
Ciocca spelade för Uruguays herrlandslag i fotboll vid 21 matcher och gjorde 7 mål. Han deltog i tre Sydamerikanska mästerskap: Sydamerikanska mästerskapet i fotboll 1935, 1939 och 1942.